# Казе Ревербери (Ређо Емилија)
Казе Ревербери је насеље у Италији у округу Ређо Емилија, региону Емилија-Ромања.
Према процени из 2011. у насељу је живело 48 становника. Насеље се налази на надморској висини од 71 м.